# Мишарин, Евгений Станиславович
Евгений Станиславович Мишарин (род. 13 февраля 1990, Тюмень) — российский игрок в мини-футбол. Выступал за сборную России. Мастер спорта (2013).

## Биография
Родился 13 февраля 1990 года в Тюмени.
Воспитанник тюменского мини-футбола. За основной состав тюменцев дебютировал в сезоне 2008/09. Несколько лет выступал за дубль тюменцев и «Тобол-Тюмень-2», со временем всё чаще привлекаясь в первую команду. Следующий сезон начал в качестве игрока основы «Тюмени». Сезон 2011/12 провёл на правах аренды в команде КПРФ. Сыграл 9 игр по причине тяжёлой травмы колена, полученной в товарищеском матче с «Политехом». Выбыл из строя до конца сезона.
Перед началом сезона 2012/13 был приглашён в московскую команду «Дина», которую возглавил ране работавший в «Тюмени» Бето. После окончания контракта в 2016 году вернулся в «Тюмень». В сезоне 2017/18 с командой завоевал бронзовые медали чемпионата страны. В сезоне 2018/19 года повторил свой лучший успех в карьере и второй раз и первый раз с «Тюменью» стал победителем чемпионата России. После окончания сезона договор с игроком не был продлён. Через некоторое время Евгений подписал трёхлетний контракт с клубом МФК «Ухта».
Неоднократно привлекался в состав молодёжной сборной страны. Провёл 2 игры в составе основной команды страны.

## Достижения
- Чемпион России по мини-футболу (2): 2014, 2019
- Серебряный призёр: 2010
- Бронзовый призёр: 2018